# Samuel von Weißenburg

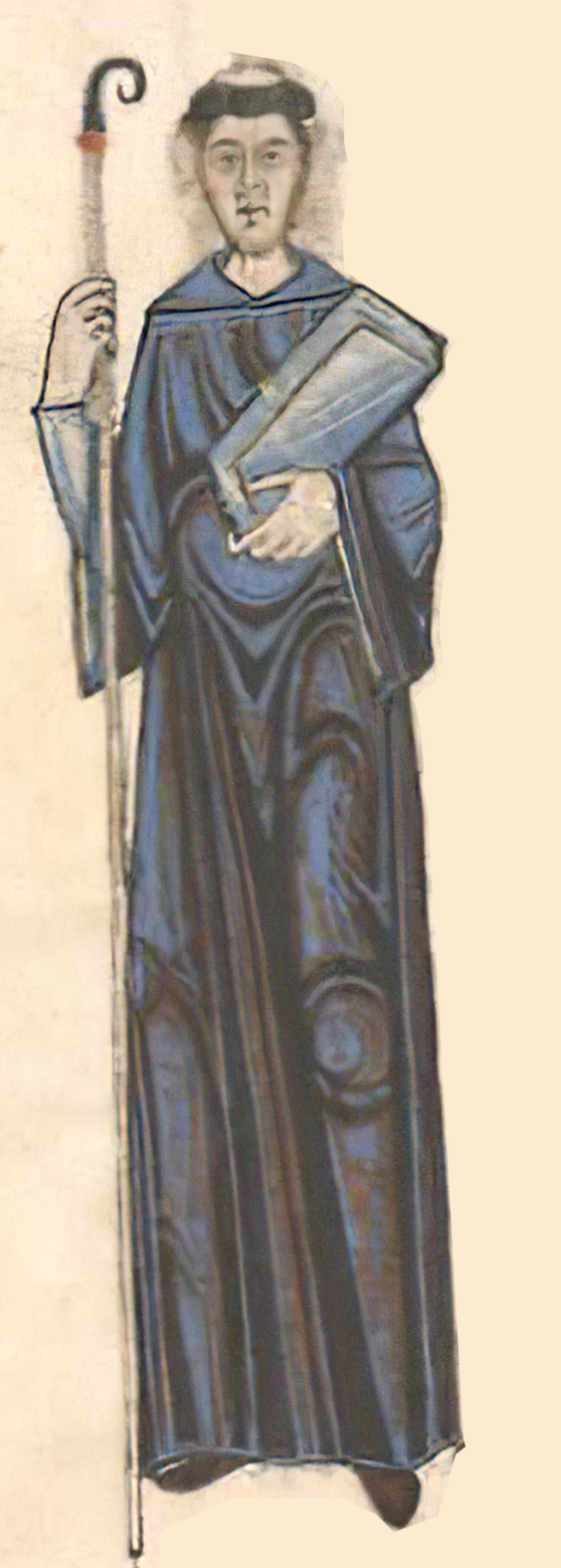
Darstellung des Abtes Samuel von Weißenburg in einer Handschrift

Samuel von Weißenburg († 10. Mai 1097, bestattet im Kloster Weißenburg) war Abt des Klosters Weißenburg, des Klosters Murbach und des Klosters St. Gregor in Münster im Gregoriental.

## Biografie

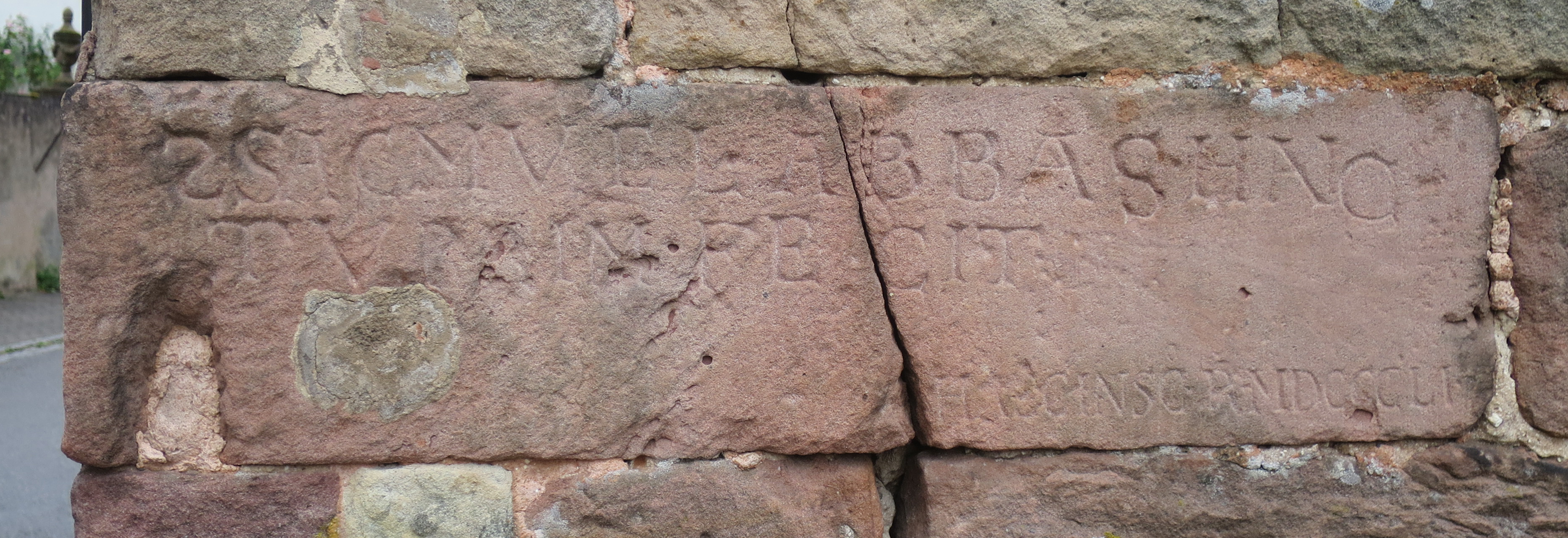
Inschrift am Glockenturm der Abteikirche Weißenburg

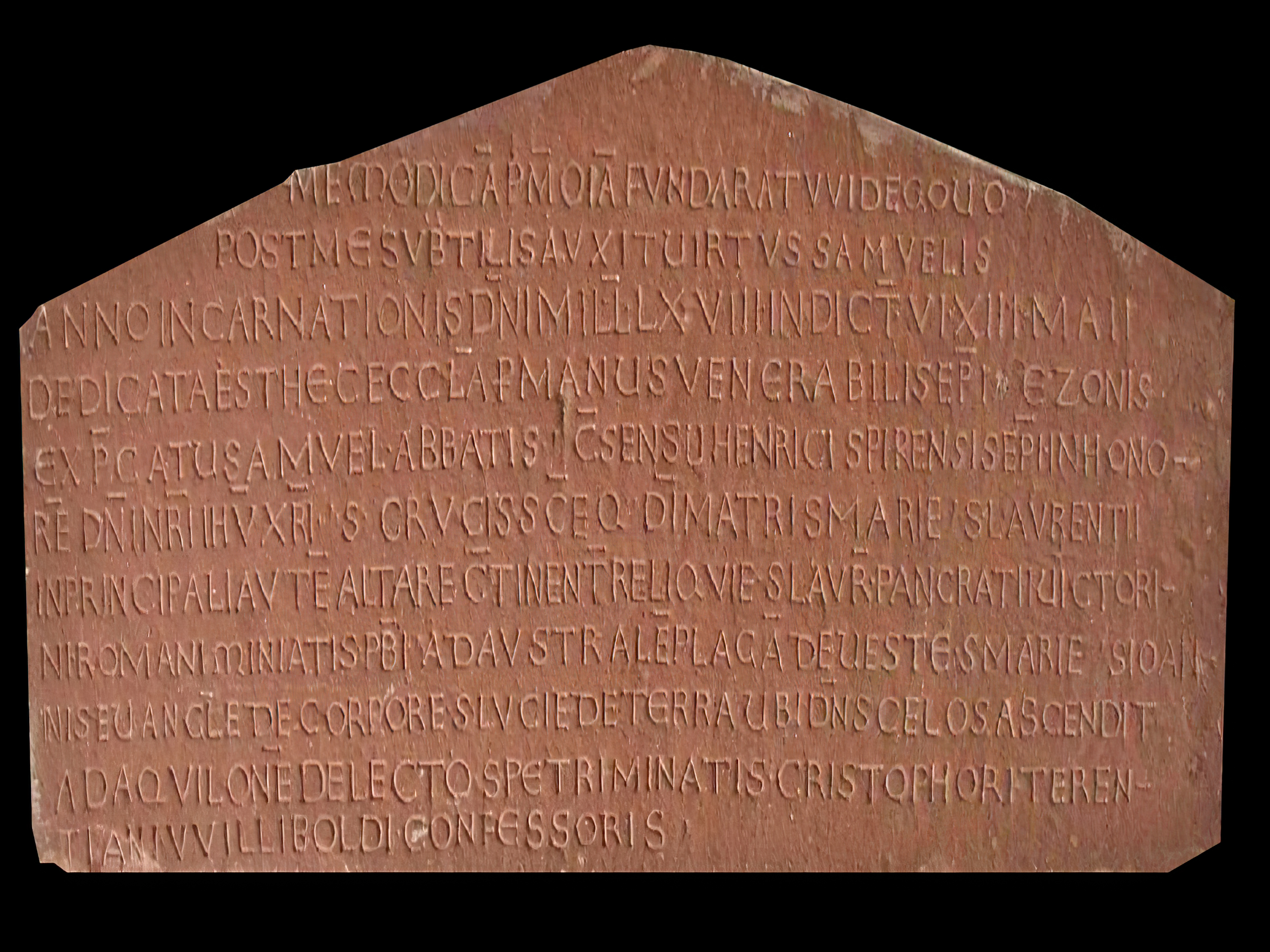
Die Weiheinschrift der Kirche St. Laurentius in Niederschlettenbach nennt auch „SAMUELIS“.

Wie bei vielen Personen des Hochmittelalters ist das Geburtsjahr nicht bekannt, ebenso seine Herkunft. Als er 1055 oder 1056 ins Licht der Geschichte trat, war er bereits Abt des Klosters Weißenburg.
Persönliche Zeugnisse von ihm sind unter anderem zwei Bauinschriften, die ihn namentlich nennen:
- Die Weiheinschrift der Kirche St. Laurentius in Niederschlettenbach vom 13. Mai 1068.[2][Anm. 2]
- Eine Inschrift am Glockenturm der Kirche St. Peter und Paul in Wissembourg (deutsch: Weißenburg), die von 1075 stammt. Sie lautet: SACMUEL ABBAS HANC TURRIM FECIT (Abt Samuel hat diesen Turm gebaut).[3]

1080 erlangte er zusätzlich die Abtswürde im Kloster Murbach, 1084 die des Klosters St. Gregor. Letztere soll er nur bis 1090 innegehabt haben.

### Wirken für das Kloster Weißenburg
Unter dem Abt Samuel kam der Ausbau der Abtei zu besonderer Blüte, was sich in umfangreicher Bautätigkeit und einer Reihe von Stiftungen niederschlug. Unter seiner Herrschaft fand 1072 die Weihe einer Abtskapelle Mit dem Patrozinium des Heiligen Willibrord statt, 1074 die Weihe der romanischen Vorgängerkirche der heutigen gotischen Kirche St. Peter und Paul in Weißenburg und des St. Michaelsklosters dort. Letzteres fand seine Nachfolge im Stift Viertürme. Weiter soll unter seiner Herrschaft der romanische Kreuzgang (nicht erhalten) errichtet worden sein.
Von der romanischen Anlage der Klosterkirche sind einige Bauteile erhalten. Dazu zählen
- der Glockenturm der Kirche St. Peter und Paul in Wissembourg mit der genannten Bauinschrift von 1075.
- die Fensterrose in der Stirnwand des nördlichen Querschiffs. Sie stammt von 1190. Ihre Verglasung zählt zu den ältesten erhaltenen Buntglasfenstern des Elsass‘.[9]
- der nördlich der Kirche, am Kreuzgang gelegene romanische Raum, der heute als Kapelle genutzt wird. Der Raum war zur Zeit Samuels wohl der Kapitelsaal des Klosters.→ Hauptartikel: Romanische Kapelle (Wissembourg)

Zu den Stiftungen für die Kirche unter Samuel zählen
- ein Radleuchter aus der Zeit um 1070 mit einem Durchmesser von sechs Metern. Er bestand aus fünf übereinanderliegenden Radkränzen, deren unterer und äußerer mit einer Reihe von Türmen und Toren dekoriert war: Der Leuchter symbolisierte das Himmlische Jerusalem. Er fiel 1793 den Zerstörungen der Französischen Revolution zum Opfer.[10][Anm. 3]
- Der „Christus von Weißenburg“ ist eine leicht ovale Buntglasscheibe aus einem Stück mit einem Durchmesser von etwa 25 cm. Sie zeigt das Porträt eines bärtigen Mannes vor tiefblauem Hintergrund. Die Scheibe wurde um 1070 geschaffen und befindet sich seit 1923 im Musée de l’Œuvre Notre-Dame in Straßburg. Die Scheibe gilt als eine der ältesten erhaltenen mit figürlicher Malerei in Europa.[11] Die Herkunft aus dem Kloster Weißenburg gilt jedoch nicht als sicher. → Hauptartikel: Christ de Wissembourg

Das Nebenkloster St. Stephan wurde in seiner Zeit ausgebaut und Samuel wandelte es in ein Kollegiatstift mit sechs Kanonikern um. Weiter gründete er als Filiale das Kloster St. Michael auf dem Berg vor den Toren von Weißenburg, das 1074 geweiht wurde.

### Politik
Politisch stand Samuel den Saliern nahe und damit auch auf deren Seite im Investiturstreit. Mehrfach sind Kontakte zu Kaiser Heinrich IV. belegt, der ihm 1067 in Speyer die Immunität des Klosters Weißenburg bestätigte. Samuel taufte am 12. Februar 1074 in der Stiftskirche der Abtei Hersfeld Konrad (später: Konrad (III.)), Sohn von König Heinrich IV. und Königin Berta. Diesem Bündnis mit dem König verdankte Samuel auch die dann in Personalunion geführten Abtsstellen in Murbach und Münster. Um ihm 1080 die Position des Abtes in Murbach zu verschaffen, setzte sich Heinrich IV. sogar über das von seinen Vorgängern immer wieder bestätigte Privileg des Klosters Murbach zur freien Abtswahl hinweg.

### Tod
Samuel starb am 10. Mai 1097. Er wurde im Kloster Weißenburg beigesetzt. Ob das allerdings auch sein Sterbeort ist, ist nicht bekannt.